# Christoph Lammers
Christoph Lammers (* 1976) ist ein deutscher Politik- und Sozialwissenschaftler. Lammers lebt in Berlin und arbeitet für die Rosa-Luxemburg-Stiftung. Er ist Chefredakteur des politischen Magazins MIZ (Materialien und Informationen zur Zeit).